# Uta van Passau
Uta van Passau (ca. 1085 - 9 februari 1150), dochter van graaf Ulrich van Passau (- 1099) en Adelheid van Lechsgemünd (- tussen 1104/1105 en ten laatste rond 1111/1112), was de echtgenote van Engelbert van Karinthië.
Als erfdochter van haar rijke vader bracht Uta bezittingen in het dal van de Rott met zich mee in haar huwelijk.
Het paar had meerdere kinderen:
- Ulrich I van Karinthië (- 1144), hertog van Karinthië
- Engelbert III van Istrië (- 1173), markgraaf van Istrië (1124–1171), markgraaf van Toscane
- Hendrik van Karinthië (bisschop) (-1169), 1145 bisschop van Troyes (1145 - 3 januari 1169)
- Rapoto I van Ortenburg (- 26 augustus 1186), graaf van Ortenburg, gehuwd met Elisabeth van Sulzbach, o.a. ouders van Rapoto II, paltsgraaf van Beieren.
- mogelijk Adelheid (- ca. 1178), abdis van  Göß
- Hartwig II (- 1164), kanunnik in Salzburg, Bisschop van Regensburg (1155–1164)
- Mathilde (- 1160/1161), huwde in 1123 met graaf Theobald IV van Blois (- 13 december 1160/1161)
- Ida (- 25 mei 1178) getrouwd met Willem III van Nevers
- mogelijk Irmgard, tweede vrouw van Adolf II van Berg